# Шутов Геннадій Валерійович
Геннадій Валерійович Шутов (біл. Генадзь Валер'евіч Шутаў; рос. Геннадий Валерьевич Шутов) (25 листопада 1975 — 19 серпня 2020, Мінськ) — учасник протестів проти фальсифікацій на президентських виборах в Білорусі 2020 року. Третя офіційно визнана жертва придушення протестів 9–12 серпня 2020 року і перша від вогнепальної зброї.

## Загибель
За даними міліції, ввечері 11 серпня Геннадій Шутов і ще один чоловік напали на міліціонерів у Бересті біля адміністрації Московського району, побили їх металевою трубою і спробували відібрати у зброю. Один з міліціонерів, побоюючись за своє життя, вистрілив нападнику в плече, але через його опір «ненавмисно поранив його в голову». Поранений був доставлений в лікарню. 13 серпня його в критичному стані перевели в госпіталь Міністерства оборони, де 19 серпня о 10:20 він помер. Слідчі пообіцяли дати «правову оцінку» діям зловмисників і законності застосування зброї.
Донька Шутова Анастасія розповіла ЗМІ іншу версію: «Він подзвонив, що їде додому, і з того часу ми два дні його шукали і не могли знайти. Його телефон був недоступний… У батька стріляли зі спини в упор, той, хто стріляв знаходився позаду нього. Було дуже сильне пошкодження мозку, сильна кровотеча, роздроблення кісток».
Жінка, яка живе поруч з місцем вбивства, розповіла, що почула три постріли і вийшла на балкон, де побачила чоловіка, що лежав у калюжі крові, і молоду людину в цивільному, що тікає від нього. «Він підійшов до нього, спробував вдарити його ногою, але, побачивши кров, у нього почалася паніка, він подзвонив своїм хлопцям. Один з них підбіг і став тримати голову, шию, мабуть кров зупинилася. І ця молода людина, той, хто стріляв, підійшов до лавки і викликав швидку. Він був дуже напружений, нервував, навіть кричав. Люди тут намагалися підійти, але він їм не дозволяв. Лаявся на них. Потім сюди прийшли інші хлопці, я думаю, це були його люди, тому що він не пускав інших. Потім вдруге викликали швидку, щоб швидше приїхала. Не виключено, що швидка допомога з'ясувала, як сталося вогнепальне поранення. Зрештою, він сказав, що на нього напали і це була самооборона. У цей час підійшли люди і почали його фотографувати. Він став прикриватися сорочкою, дістав пістолет і став направляти зброю на людей, посилаючи їх подалі. Люди відреагували на це досить агресивно. І це зрозуміло». Свідок також зазначив, що постріл був зроблений в потилицю, оскільки чоловік лежав на землі обличчям вниз.
У довідці про смерть Шутова сказано, що її причиною став травматичний набряк головного мозку. У графі «зовнішня причина смерті» вказано код Y22 — в міжнародній класифікації хвороб він розшифровується як «пошкодження в результаті пострілу з ручної вогнепальної зброї з невизначеними намірами». 21 вересня «Медиазоной» був опублікований відеозапис з камери на під'їзді будинку 334 на Московській вулиці у Бересті, під вікнами якого 11 серпня один з «тихарів [Архівовано 6 лютого 2022 у Wayback Machine.]» в цивільному одязі вистрілив Геннадію Шутову в потилицю. Цей запис є підтвердженням того, що офіційна версія Слідчого комітету про те, що байкер і його друг Олександр Кордюков з металевими трубами в руках напали на міліціонерів і спробували відібрати у них зброю, є фальшивою. В руках у Шутова і його друга Кордюкова не було ні арматури, ні металевих труб, і ніяких попереджувальних пострілів вгору з боку силовиків теж не було. Також вони не нападали на «тихарів», а ті самі до них підійшли.
6 жовтня на зустрічі зі студентами БрДТУ прокурор Берестейської області Віктор Клімов відмовився поділитися результатами розслідування, пославшись на таємницю слідства. Як написала «Брестская газета», єдиний свідок вбивства Шутова Олександр Кордюков був затриманий 13 серпня і з тих пір не виходить на зв'язок.
Наприкінці першої декади листопада 2020 року родичі вбитого отримали відповідь зі Слідчого комітету, що «немає підстав» порушувати кримінальну справу за фактом вбивства.
Станом на 28 грудня 2020 року кримінальна справа про вбивство самого Шутова не порушена, тоді як Слідчий комітет досі не закрив справу проти Шутова за опір правоохоронцям. Тоді ж Олександру Кордюкову, свідку вбивства Шутова, якого заарештували і спочатку звинуватили в опорі поліцейському, пред'явили звинувачення у замаху на вбивство. Чому статтю змінили, не пояснили, але сестра Кордюкова вважає, що це могло бути зроблено для повного виправдання стрільців.

### Суд
2 лютого 2021 року стало відомо, що Олександра Кордюкова будуть судити за спробу вбивства, тоді як кримінальна справа про вбивство Геннадія Шутова не ведеться.
На суді Кордюкова 16 лютого 2021 року з'ясувалося, що 11 серпня 2020 року на Московській вулиці у Бересті в потилицю Шутова вистрілив військовослужбовець 5-тої окремої бригади спецпризначення, капітан Роман Гаврилов, який був в штатському і мав при собі пістолет Макарова.
25 лютого 2021 року Берестейській обласний суд (суддя — Світлана Кременівська) визнав винними Шутова в опорі із застосуванням насильства, а Кордюкова і в замаху на вбивство. Вбитому Шутову винесли звинувачувальний вердикт без призначення покарання, а Кордюкова засудили на десять років позбавлення волі в колонії посиленого режиму, як запросив держобвинувач Геннадій Бурий. Потерпілими визнали військовослужбовців 5-ї окремої бригади спецпризначення Романа Гаврилова та прапорщика Арсенія Голіцина, які стріляли по обом на ураження.
Близькі родичі Шутова і Кордюкова назвали вирок абсурдом і поставили під сумнів чесність суду. Вторив їм і берестейській правозахисник Роман Кисляк, який назвав суд «ширмою каральних завдань», тому що він не відповідав критеріям неупередженості та незалежності, а сама справа велася заради захисту військовослужбовців від справедливого суду.
14 травня 2021 року Верховний суд Республіки Білорусь залишив у силі попередні вироки вбитому Шутову та Кордюкову. За словами Романа Кисляка, і Верховний суд при розгляді скарги не відповідав критерію незалежності: все слухання мали на меті звільнити військових від покарання за вбивство та використання зброї.

## Похорон
20 серпня дочка загиблого повідомила, що тіло її батька не було повернуто родичам, тому дата похорону досі невідома. Родичі хотіли поховати Геннадія Шутова в Жабинці, так як там жила його мати. 24 серпня він був там і похований.

## Особисте життя
Геннадій Шутов був одружений, мав п'ятеро дітей та онука.

## Реакція

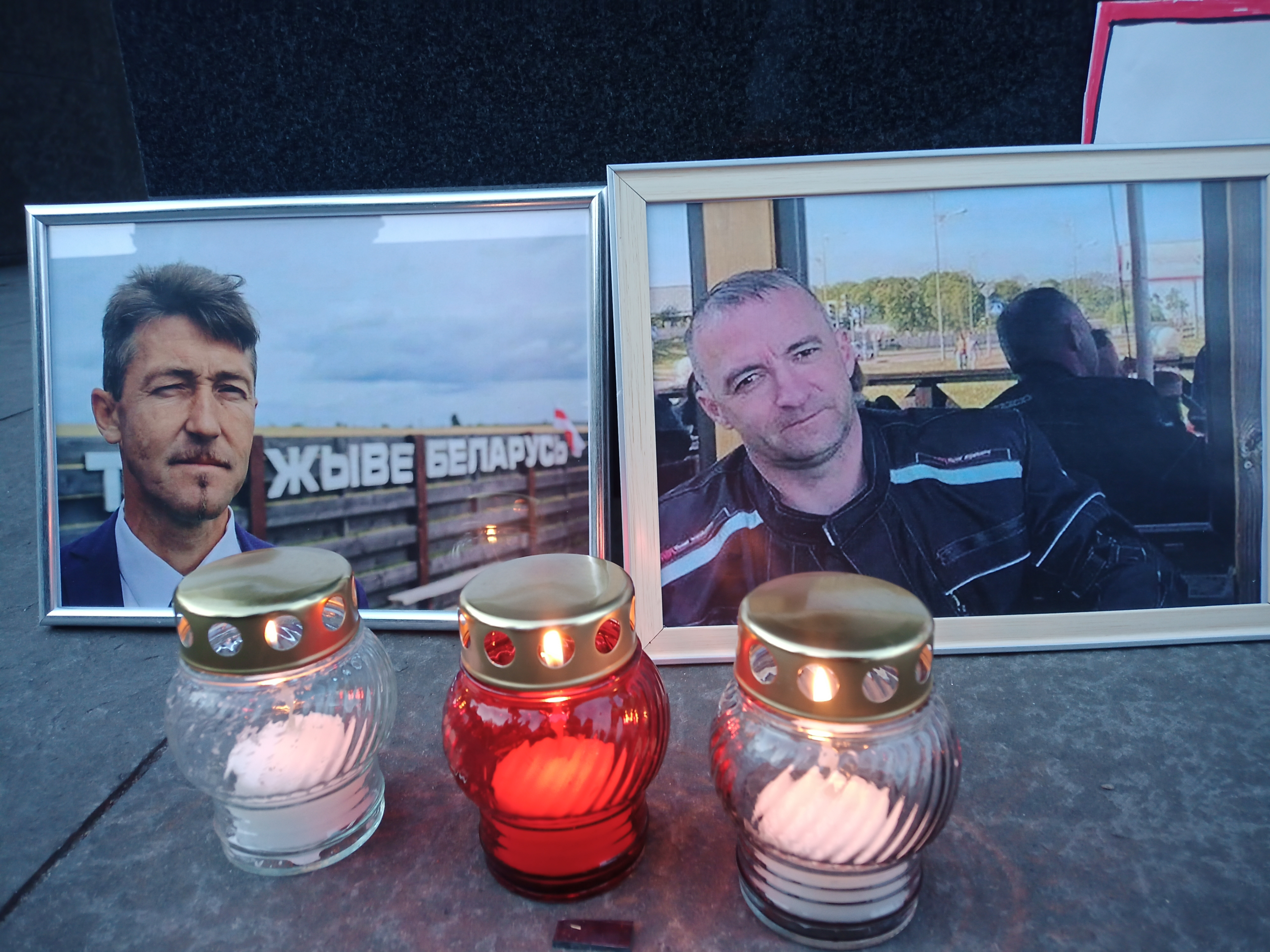
Бидгощ (Польща), 3 жовтня 2021 р. Акція солідарності з Білоруссю: Вітольд Ашурак, Геннадій Шутов (зліва направо)

17 вересня 2020 року Європейський парламент у резолюції, схваленій абсолютною більшістю депутатів, закликав до «незалежного та ефективного розслідування» пов'язаної з протестами смерті Геннадія Шутова.
19 листопада 2020 року жителі Берестя записали відеозвернення у зв'язку з ескалацією насильства в Білорусі, серед іншого звертаючи увагу влади на необхідність розслідування вбивства Геннадія Шутова, щоб винні були покарані відповідно до закону. 26 листопада Європейський парламент у своїй резолюції, схваленій абсолютною більшістю депутатів, закликав до «швидкого, ретельного, неупередженого та незалежного розслідування» вбивств під час протестів у Білорусі, зокрема Геннадія Шутова, та підтримав ініціативу берестян.
25 лютого 2021 року Світлана Тихановська прокоментувала рішення суду, прийнявши сторону засобів масової інформації та активістів, які вважали, що звинувачення були сфабриковані в рамках репресій і з метою утримання президента Олександра Лукашенка при владі: «Мирний протестуючий Геннадій Шутов був застрелений силовиками в цивільному минулого серпня. Його друг Олександр Кордюков став свідком цього і втік. Сьогодні суд засудив Кордюкова до 10 років позбавлення волі. Вбитий Шутов був визнаний винним, а його вбивця — жертвою».
Оксана Колб, головний редактор «Новага Часу», написала: «Олександр Кордюков, друг Геннадія Шутова, який був свідком вбивства, отримав десять років. Більше того, самого Геннадія визнали винним. Шкода, що вони ще не навчились кидати мертвих за ґрати…» «Потерпілий був перетворений в злочинця», — прокоментував вирок суду правозахисник Олесь Біляцький.

### Правозахисний центр «Вясна»
6 травня 2021 року експерти і аналітики Правозахисного центру «Вясна» опублікували висновок у кримінальній справі Геннадія Шутова та Олександра Кордюкова. Юристи «Весни» прийшли до висновку, що при залученні сил спеціальних операцій для придушення протестів мало місце порушення законодавства, зокрема статті 3 Закону «Про Збройні сили Республіки Білорусь», статей 16 і 17 Закону «Про надзвичайний стан», в той час як секретний неопублікований указ президента Республіки Білорусь № 99-с «Про затвердження Положення про державну систему реагування на акти тероризму, діяльність терористичних організацій, незаконних збройних формувань і масові безлади» «не може мати значення для оцінки правомірності взаємних дій громадян і військовослужбовців і не може бути підставою для покладання обов'язків на громадян або обмеження їх прав». Експерти також послалися на свої попередні заяви, згідно з якими в Білорусі були відсутні масові заворушення після виборів президента в серпні 2020 року, а мали місце в основному мирні протести, учасники яких невиправдано піддавалися жорстокому поводженню і катуванням; режимів воєнного чи надзвичайного стану, збройного конфлікту не було.
На думку експертів «Весни», незаконність і безпідставність вироку ґрунтується як на відсутності умислу на вбивство у Олександра Кордюкова, оскільки «навіть встановленим вироком факти завдання Кордюковим удару трубою по голові потерпілому Гаврилову недостатньо для того, щоб прийти до висновку про намір вбити потерпілого», в той час як інших доказів того, що Кордюков хотів убити Гаврилова, немає, що виключає висновок про прямий умисел (до того ж замаху на вбивство при непрямому намірі не може бути), так і на відсутності переконливих доказів нанесення удару по голові потерпілому Роману Гаврилову, тому що задокументовані і три інші версії отримання ним ушкоджень в інший час і за інших обставин, які були необ'єктивно оцінені судом в порушення презумпції невинуватості Кордюкова; Безпосередня зацікавленість Романа Гаврилова та Арсенія Голіцина, після розслідування дій яких Слідчий комітет відмовив у порушенні кримінальної справи у зв'язку з заподіянням смерті Геннадія Шутова, в результаті судового розгляду могла привести до маніпулювання доказами «для обґрунтування законності дій Гаврилова, який з різних варіантів протидії опору Шутова вибрав постріл йому в тулуб з попаданням в потилицю, і Галіцина, який попереджувальним пострілом з пістолета поставив під загрозу життя і здоров'я людей в квартирі, куди в стелю, пробивши скло, потрапила куля».
Захист Гавриловим законності своїх дій ґрунтувався на тому, що його пострілу в потилицю Шутова передував несподіваний удар Кордюкова трубою по голові, який позбавив його можливості подолати опір Шутова (який, за словами Гаврилова, обійняв його ноги, але, за версією Кордюкова, стояв на колінах з піднятими руками спиною до Гаврилова). При цьому травми Гаврилова приблизно відповідали показаним Кордюковим обставинам використання труби: після падіння з лавки, яке Кордюков пов'язав з діями Гаврилова і Голіцина, він вдарив одного з них трубою в стегно, так що подряпина на лівому передпліччі Гаврилова, яка розміщена на рівні стегон в стані, коли руки людини опущені, могла бути результатом блокування удару рукою по стегну. Крім того, Голіцин приховував своє падіння під час переслідування Кордюкова на попередньому слідстві, а тілесні ушкодження, виявлені у військовослужбовця, на думку судово-медичного експерта, могли виникнути при падінні з висоти власного зросту, але Голіцин стверджував, що ушкодження заподіяв йому Кордюков шляхом кидка труби, що дозволило йому теж стати потерпілим, щоб виправдати стрілянину в мирний час.
Згідно зі статтею 23 Закону Республіки Білорусь «Про статус військовослужбовців» військовослужбовці зобов'язані «завжди бути за формою, чисто й акуратно одягненими», в той час як спортивної статури з поясними сумками в цивільному одязі і кепках Гаврилов і Голіцин трималися разом і один вигляд їх на перехресті, на думку суду, дозволив Шутову і Кордюкову зрозуміти, що вони «не просто присутні громадяни, а знаходяться при виконанні службових обов'язків по охороні громадського порядку», щоб кваліфікувати злочин. Але те, що Гаврилов і Голіцин самі мімікрували під протестуючих (плескали в долоні, тікали при наближенні міліції і т. д.), на думку експертів «Весни», не могло дозволити визначити в них спеціальних суб'єктів злочину. Крім того, суд у своєму рішенні не вказав, що зміцнити таку впевненість були покликані крики потерпілих «Ї .. [лицем] .. лом вниз, виродки, завалю!», «Лежати мордою в підлогу, урод», стрілянина в повітря, стелю кухні сусіднього будинку і потилицю Шутова. Кордюков запевнив, що вдарив Гаврилова по стегну не в зв'язку з виконанням тим обов'язків по охороні громадського порядку, а інстинктивно, тому що «отримав удар (або порахував, що отримав удар)» від останнього. До того ж ніяких претензій про порушення громадського порядку потерпілі обвинуваченим не висували, так само як і не пред'являли таких претензій в законній формі і після конфлікту.
На підставі висновку 7 травня 2021 року Олександр Кордюков спільною заявою семи організацій, серед яких Правозахисний центр «Вясна», Білоруський Гельсінський комітет, Білоруський ПЕН-центр, був визнаний політичним в'язням. 23 липня 2021 року шефство над ним взяла депутатка Риксдагу Елізабет Фалькхавен.